# 三浦文丈
三浦 文丈（みうら ふみたけ、1970年8月12日 - ）は、静岡県清水市（現：静岡市清水区）出身の元プロサッカー選手、サッカー指導者。現役時代のポジションはミッドフィールダー（MF）、フォワード（FW）。元日本代表。

## 来歴

### 現役時代
小学校2年の時にサッカーを始める。6年次の1982年には清水FCの一員として全日本少年サッカー大会優勝。清水第五中学校3年次には全国中学校サッカー大会準優勝に貢献し、日本ジュニアユース代表に選出された。
1986年に清水市立商業高等学校に進学。3年次の1988年に主将を務め、第67回全国高校サッカー選手権では「タレント軍団」の中でエース・精神的主柱となり 抜群の展開力と運動量で 優勝に貢献した。同期には古賀正人など。また同年には日本ユース代表に選出され、AFCユース選手権1988に出場した。
1989年に筑波大学進学。1年次からバルセロナ五輪代表に選出され1991年から1992年に行われたバルセロナ五輪アジア予選に出場、最終予選のバーレーン戦ではハットトリックを決める活躍を見せたが、本大会出場に導く事は出来なかった。また4年次の1992年には同大学の主将を務め総理大臣杯と関東大学サッカーリーグの二冠に貢献した。
1993年にJリーグの横浜マリノスに入団。初年度からリーグ戦24試合に出場、翌1994年にはリーグ戦38試合に出場し、果敢にドリブル突破を仕掛けるFW・攻撃的なMFとして活躍した。1995年にはサントリーシリーズ優勝するとともに、ダイナスティカップの日本代表に初選出されるが、代表としての試合出場は成らなかった。1996年、1997年にはJリーグ選手協会の監事を務めた。
1998年は試合出場機会が減少し、翌1999年には横浜M在籍時に指導を受けた清水秀彦に請われて京都パープルサンガへ移籍。三浦知良との2トップも経験するも、清水の監督解任を受けてシーズン途中でジュビロ磐田へと移籍。磐田では同年末にJ1年間優勝を経験した。また、この頃からポジションをボランチに転向した。
2001年にFC東京へと移籍。背番号「10」を背負った。2002年には開幕直後の対浦和戦（埼玉）にて、福田正博と激突し左膝前十字靭帯断裂及び内側側副靱帯を損傷する重傷を負い長期離脱、年末の天皇杯で復帰するも、投入後わずかで自ら交代を申し入れ、本格復帰は翌2003年になった。FC東京ではバランスを取って 中盤を安定させ、攻守に貢献するプレー面だけではなく、チームを束ねる精神的主柱として絶大な信頼を集めた。2004年にはナビスコカップで優勝を果たした。
2005年に入り出場機会を大きく減らしたものの、先発出場の際には好パフォーマンスを見せており、三浦としてもJ2など下位クラブならばまだ十分通用するという自信を持っていたが、愛着あるクラブでの現役引退を望み、2006年11月24日に現役引退を表明した。

### 指導者
FC東京残留を希望し、翌2007年から同クラブのトップチームのコーチに就任。指導者としてのキャリアをスタートした。2008年にはFC東京U-15むさしコーチとしてユース世代の指導を経験した。同年限りでFC東京を退団。
若手育成に長けるコーチとして古巣の横浜F・マリノスから招聘され、2009年より横浜FMトップチームコーチに就任。10年ぶりの復帰となった。2010年からはジュニアユースのコーチを務め、この間にA級コーチジェネラルライセンス 及びS級ライセンスを取得した。
2013年よりアルビレックス新潟のコーチに就任。若手育成に携わった。2014年限りで退任。
2015年は横浜マリノス在籍時の盟友である鈴木健仁強化部長及び井原正巳監督が在籍するアビスパ福岡でコーチを担当。三浦を含めた横浜OBによるチーム運営は奏功し 井原と良好な関係を築いて J1昇格を掴んだ。翌年、三浦不在の福岡は低迷。専門誌では、選手との橋渡し役として井原に進言できるチーム唯一の存在であった三浦の退任が一因にあると評された。
2016年、AC長野パルセイロの監督に就任。チームに球際で戦う姿勢を植え付けてリーグ2位の堅守を築き、クラブから契約更新を打診されていたが、古巣であるアルビレックス新潟からのオファーに応じて、同年末に契約を満了。
2017年より新潟監督に就任した。だが開幕10試合で1勝2分7敗の17位に低迷し、5月7日付で休養が発表された。その後呂比須ワグナーの監督就任に伴い、正式に辞任した。
2018年、FC東京時代選手とコーチの間柄だった長澤徹が監督を務めるファジアーノ岡山のヘッドコーチに就任した。
2019年、SC相模原の監督に就任した。2020年にはチームを2位に導き、クラブ初のJ2昇格を達成した。
2021年も相模原と契約を更新し、引き続き指揮を執ることになったが、同年5月31日に監督を解任された。翌月に松本山雅FCのコーチに就任した。
2023年、ジュビロ磐田のコーチに就任した。2024年12月、同年限りでの退任を発表。
2025年、横浜FCのコーチに就任した。同年7月、四方田修平の監督解任に伴いトップチーム監督に就任。

## 所属クラブ
- 清水FC (清水市立三保第一小学校)[3]
- 清水市立第五中学校[56]
- 1986年 - 1988年 清水市立商業高等学校[56] (現:静岡市立清水桜が丘高等学校)
- 1989年 - 1992年 筑波大学
- 1993年 - 1998年  横浜マリノス
- 1999年  京都パープルサンガ
- 1999年10月 - 2000年  ジュビロ磐田
- 2001年 - 2006年  FC東京

## 個人成績
| 国内大会個人成績 | 国内大会個人成績 | 国内大会個人成績 | 国内大会個人成績 | 国内大会個人成績 | 国内大会個人成績 | 国内大会個人成績 | 国内大会個人成績 | 国内大会個人成績 | 国内大会個人成績 | 国内大会個人成績 | 国内大会個人成績 |
| 年度             | クラブ           | 背番号           | リーグ           | リーグ戦         | リーグ戦         | リーグ杯         | リーグ杯         | オープン杯       | オープン杯       | 期間通算         | 期間通算         |
| 年度             | クラブ           | 背番号           | リーグ           | 出場             | 得点             | 出場             | 得点             | 出場             | 得点             | 出場             | 得点             |
| 日本             | 日本             | 日本             | 日本             | リーグ戦         | リーグ戦         | リーグ杯         | リーグ杯         | 天皇杯           | 天皇杯           | 期間通算         | 期間通算         |
| ---------------- | ---------------- | ---------------- | ---------------- | ---------------- | ---------------- | ---------------- | ---------------- | ---------------- | ---------------- | ---------------- | ---------------- |
| 1993             | 横浜M            | -                | J                | 24               | 5                | 4                | 0                | 3                | 2                | 31               | 7                |
| 1994             | 横浜M            | -                | J                | 38               | 8                | 3                | 0                | 4                | 0                | 45               | 8                |
| 1995             | 横浜M            | -                | J                | 16               | 3                | -                | -                | 2                | 1                | 18               | 4                |
| 1996             | 横浜M            | -                | J                | 23               | 2                | 13               | 3                | 1                | 0                | 37               | 5                |
| 1997             | 横浜M            | 11               | J                | 27               | 3                | 6                | 1                | 1                | 0                | 34               | 4                |
| 1998             | 横浜M            | 11               | J                | 18               | 5                | 4                | 0                | 1                | 0                | 23               | 5                |
| 1999             | 京都             | 8                | J1               | 23               | 4                | 3                | 0                | -                | -                | 26               | 4                |
| 1999             | 磐田             | 34               | J1               | 5                | 1                | 0                | 0                | 3                | 0                | 8                | 1                |
| 2000             | 磐田             | 7                | J1               | 21               | 0                | 2                | 0                | 2                | 0                | 25               | 0                |
| 2001             | FC東京           | 10               | J1               | 27               | 3                | 1                | 1                | 1                | 0                | 29               | 4                |
| 2002             | FC東京           | 10               | J1               | 2                | 0                | 0                | 0                | 1                | 0                | 3                | 0                |
| 2003             | FC東京           | 10               | J1               | 26               | 1                | 4                | 0                | 2                | 0                | 32               | 1                |
| 2004             | FC東京           | 10               | J1               | 22               | 2                | 7                | 0                | 2                | 0                | 31               | 2                |
| 2005             | FC東京           | 10               | J1               | 14               | 0                | 4                | 0                | 1                | 0                | 19               | 0                |
| 2006             | FC東京           | 10               | J1               | 9                | 0                | 0                | 0                | 0                | 0                | 9                | 0                |
| 通算             | 日本             | 日本             | J1               | 295              | 37               | 51               | 5                | 24               | 3                | 370              | 45               |
| 総通算           | 総通算           | 総通算           | 総通算           | 295              | 37               | 51               | 5                | 24               | 3                | 370              | 45               |

その他の公式戦
- 1995年
  - Jリーグチャンピオンシップ 2試合0得点
- 1996年
  - サンワバンクカップ 1試合1得点
  - スーパーカップ 1試合0得点
- 1999年
  - Jリーグチャンピオンシップ 2試合0得点
- 2000年
  - スーパーカップ 1試合0得点

出場歴
- 1993年5月22日 - Jリーグ初出場 - 1st 第3節 vs名古屋グランパスエイト (瑞穂球)[56]
- 1993年6月12日 - Jリーグ初得点 - 1st 第9節 vs横浜フリューゲルス (三ツ沢)[56]
- 1996年11月6日 - Jリーグ100試合出場 - 第29節 vs清水エスパルス (日本平)
- 2001年4月14日 - Jリーグ200試合出場 - J1 1st第5節 vs浦和レッズ (駒場)[5]
- 2003年11月29日 - Jリーグ250試合出場 - J1 2nd第15節 vs柏レイソル (日立柏)[5]

## 代表・選抜歴
- 静岡県選抜
  - 1987年 国民体育大会サッカー競技
- ジュニアユース日本代表[5]
- ユース日本代表[5]
  - 1988年 AFCユース選手権1988
- U-23日本代表
  - 1989年 - 1991年 バルセロナオリンピック 予選[5]
- 日本代表
  - 1995年 ダイナスティカップ[5]

## 指導歴
- 2007年 - 2008年 FC東京
  - 2007年 トップチーム コーチ
  - 2008年 U-15むさし コーチ
- 2009年 - 2012年 横浜F・マリノス
  - 2009年 トップチーム コーチ
  - 2010年 - 2012年 ジュニアユース 監督
- 2013年 - 2014年 アルビレックス新潟 コーチ
- 2015年 アビスパ福岡 コーチ
- 2016年 AC長野パルセイロ 監督
- 2017年 - 同年5月 アルビレックス新潟 監督
- 2018年 ファジアーノ岡山FC ヘッドコーチ
- 2019年 - 2021年5月 SC相模原 監督
- 2021年6月 - 2022年 松本山雅FC コーチ
- 2023年 - 2024年 ジュビロ磐田
  - 2023年 トップチーム コーチ
  - 2024年 トップチーム ヘッドコーチ
- 2025年 - 横浜FC
  - 2025年 - 同年7月 トップチーム コーチ
  - 2025年7月 - トップチーム 監督

## 監督成績
| 年度 | 所属   | クラブ | リーグ戦 | リーグ戦 | リーグ戦 | リーグ戦 | リーグ戦 | リーグ戦 | カップ戦       | カップ戦   |
| 年度 | 所属   | クラブ | 順位     | 勝点     | 試合     | 勝       | 分       | 敗       | ルヴァンカップ | 天皇杯     |
| ---- | ------ | ------ | -------- | -------- | -------- | -------- | -------- | -------- | -------------- | ---------- |
| 2016 | 長野   | J3     | 3位      | 52       | 30       | 15       | 7        | 8        | -              | 3回戦敗退  |
| 2017 | 新潟   | J1     | 17位     | 5        | 10       | 1        | 2        | 7        | -              | -          |
| 2019 | 相模原 | J3     | 15位     | 38       | 34       | 10       | 8        | 16       | -              | 県予選敗退 |
| 2020 | 相模原 | J3     | 2位      | 61       | 34       | 16       | 13       | 5        | -              | 県予選敗退 |
| 2021 | 相模原 | J2     | 22位     | 11       | 16       | 2        | 5        | 9        | -              | -          |
| 2025 | 横浜FC | J1     | 位       |          |          |          |          |          |                | -          |

- 2017年は休養・指揮終了時点の成績。
- 2021年は解任時点の成績。
- 2025年は7月から指揮。

## タイトル

### 選手時代

#### クラブ
清水FC
- 全日本少年サッカー大会 (1982年)

清水市立商業高等学校
- 国民体育大会サッカー競技 : (1987年)[5]
- 全国高等学校サッカー選手権大会 : (1988年)[5]

筑波大学
- 総理大臣杯全日本大学サッカートーナメント : (1992年)[5]

横浜マリノス
- J1リーグ : (1995年)[5]

ジュビロ磐田
- J1リーグ : (1999年)[5]

FC東京
- Jリーグカップ : (2004年)[5]

#### 代表
- ダイナスティカップ : (1995年)

### 監督時代
- J3リーグ 優秀監督賞: (2020年)